# Dzerkalo Tijnia
Dzérkalo Tíjnia (ucraïnès: Дзеркало тижня; rus: Зеркало недели, Zérkalo Nedeli), "El mirall de la setmana", és un dels setmanaris sociopolítics ucraïnesos més influents publicats a Kíiv, la capital del país. Va ser fundat el 1994, i vers el 2006 tenia un tiratge setmana de 57.000 exemplars. Ofereix anàlisi política, entrevistes originals i comentaris sobre 32 pàgines. Publicat originalment en rus, des de l'any 2002 es tradueix completament a partir de l'edició ucraïnesa. Ambdues edicions estan disponibles en línia 
Segons una enquesta duta a terme l'any 2000 (disponible en línia aquí), dos terços dels lectors són homes, amb una edat mitjana de 39 anys. La gran majoria dels lectors tenen estudis superiors (79,7%).
Els professionals qualificats constitueixen el 39% tots els enquestats, els caps de departaments - 20% de tots els enquestats, el 5% dels enquestats té un negoci, i el 3% dirigeix una empresa - 3%. Un 3% són treballadors sense qualificació especial i un 8% són pensionistes. El camp d'activitat dels lectors es distribueix en les següents àrees: autoritats públiques - 14%, indústria - el 13%, mediació comercial - 6% finances - 3%, serveis - 4%, educació - 21% mitjans de comunicació - 3%, cura de la salut - 8%, ciència, cultura - 15% Altres - 13%. L'enquesta va mostrar que un exemplar del diari era llegit per una mitjana de 5 persones.
La majoria dels lectors del diari el troben neutral i objectiu.